# Holland's Next Top Model, seizoen 7
Het zevende seizoen van Holland's Next Top Model (HNTM), een Nederlands realityprogramma van RTL 5, startte op 1 september 2014 en telde 9 afleveringen.
Ook dit seizoen wordt gepresenteerd door Anouk Smulders. Het hele jurypanel is wel vervangen.
Holland's Next Top Model is geproduceerd door Endemol Nederland Media Groep B.V.
Namens Endemol werkten aan het programma onder andere mee: Femke Ochse Freiwald,  Mirjam van der Veen, Iris Raaphorst, Sebastiaan Beens, Riena Collewijn, Lienke de Jong, Daan Hoogervorst, Tanisha Feenstra, Jessie Augustijn,
Uit cijfers van SKO bleek dat de finale bekeken is door 621.000 mensen.

## Modellen
(de leeftijden zijn van het moment van opname)
| Kandidaat        | Leeftijd | Woonplaats                | Resultaat                           |
| ---------------- | -------- | ------------------------- | ----------------------------------- |
| Quinty Henskens  | 16       | Overijssel                | Geëlimineerd in Aflevering 1        |
| Aniek Arisse     | 17       | Gelderland                | Geëlimineerd in Aflevering 2        |
| Roos Samwell     | 16       | Noord-Holland             | Geëlimineerd in Aflevering 3        |
| Sagal Suleiman   | 24       | Flevoland                 | Geëlimineerd in Aflevering 3        |
| Allison Augustus | 16       | Limburg                   | Geëlimineerd in Aflevering 4        |
| Holly Mae Brood  | 19       | Amstelveen, Noord-Holland | Eerste geëlimineerd in Aflevering 5 |
| Lincey Hegener   | 17       | Noord-Holland             | Tweede geëlimineerd in Aflevering 5 |
| June Walton      | 21       | Zuid-Holland              | Geëlimineerd in Aflevering 6        |
| Liz Lucasse      | 22       | Zeeland                   | Geëlimineerd in Aflevering 7        |
| Aisha Kazumba    | 20       | Overijssel                | Eerste geëlimineerd in Aflevering 9 |
| Debbie Dhillon   | 19       | Noord-Holland             | Tweede geëlimineerd in Aflevering 9 |
| Sanne de Roo     | 21       | Groningen                 | Runner-up                           |
| Nicky Opheij     | 19       | Brabant                   | Winnaar                             |